# Лазар Филков
Лазар Филков Лазаров е български просветен деец и общественик, изявен в различни области.

## Биография

### Произход и образование
Роден е през 1882 година в българското кичевско село Букойчани, тогава в Османската империя. Почти цялата фамилия на дядо му Лазар се преселва в Свободна България и се установява във Видин.
Завършва средното си образование във Видин, а висше – в Швейцария, специалност „Естествени науки“.

### Педагогическа дейност
След дипломирането си в Швейцария се завръща се в България и става учител. Преподава в редица населени места в продължение на девет години, след което се установява във Видин, където учителства 20 години. За учебната 1924/1925 година е назначен за учител по естествена история във видинската девическа гимназия „Антим I“, преподава и в мъжката гимназия „Цар Симеон Велики“. Завежда кабинета по естествознание в Девическата гимназия. Включен е в комисията за предпазване на ученичките от вредното влияние на различни политически течения. Отговаря за туристическото дружество, често дори през ваканциите организира екскурзии до интересни места.
По убеждения е атеист (в часовете му не се чете молитва, както тогава е прието за първия и последния учебен час) и социалдемократ, остава такъв и след Деветнадесетомайския преврат от 1934 година и забраната на политическите партии.
През учебната 1938/1939 година Филков е награден с орден „За гражданска заслуга“.
Директор е на мъжката гимназия през 1941/1942 и 1942/1943 година. През този период редица гимназисти се включват в ремсисткото движение. Срещу Лазар Филков са отправени обвинения за мълчаливо толериране на тази дейност. В донесение от октомври 1942 година пише: „Останаха още няколко опасни учители комунисти – Асен Гешев, Лозан Ницолов, директорът Лазар Филков, известен със своите широкански идеи...“. Отец Палади, преподавател по религия, сочи, че в деня, когато трябвало да се изключат 24 ученици, директорът се направил, че си е изкълчил крака и отсъствал, както и че бил приятел на изгонения учител по математика Ангел Ангелов, говорещ пред учениците за съветския строй. Министерството на народното просвещение изпраща анкетьори инспектори, които не успяват нищо. След писмо на митрополит Неофит Видински, заместник-председател на Светия Синод, до министерството с искане за уволнение на директорите на двете гимназии като опасни възпитатели, довели до разпространението на комунизма в гимнациите, Лазар Филков е уволнен, а на мястото му е назначен учителят Никола Жеков, внук на владиката. След Деветосептемврийския преврат Филков продължава да учителства.
След пенсионирането си се мести да живее в София, където умира.

### Обществена дейност
Лазар Филков е виден градски общественик. През 1928 година става член на Комитета за културно повдигане на Видин и Видинския край. Постоянен сърудник е на неговия орган вестник „Просвета“, в който публикува природонаучни и други статии. В статията си „Използуването на Рабишкото езеро“ той пръв поставя въпроса за използването на езерото за напояване, което е осъществено много по-късно.
Филков е активен турист и пещерняк, член на туристическото дружество „Бонония“. Организира многобройни екскурзии до Белоградчик, Магурата, Раковишкия манастир, както и ученическите колонии в местността Св. Петър. Филков е и един от първите пещерняци в България и първият във Видинския край. Изявява се и като един от първите еколози, заедно с д-р Бърни Бончев води борба за хигиенизирането на града, залесяването, паркостроителството, благоустрояването, водоснабдяването и канализацията.
Заедно с учителя Васил Атанасов прави първите проучвания (1929) в пещерата Миризливка до село Орешец, Белоградчишко, една от най-ранно обитаваните от първобитния човек пещери в България, продължени през 1931 година под ръководството на Рафаил Попов от Архелогическия музей в София.
Основоположник е на музейната сбирка по естествена история във Видинската гимназия, с раздели по хербарии, голям брой стъкленици с дунавски риби и влечуги, препарирани животни и т.н.
Деец на Македонското благотворително братство „Гоце Делчев“ във Видин.
Запален музикант, той е сред учредителите и един от най-активните изпълнители във формациите на дружество „Китара“. Често е конферансие и декламатор, участва и в благотворителни представления на театралното дружество „Вида“, македонското братство „Гоце Делчев“ и др. Един от най-дългогодишните членове и активисти на читалище „Цвят“.

### Семейство
Лазар Филков и съпругата му Зора, учителка от Оряхово, имат двама сина: Тома, по-късно професор по кожни болести, и Георги.
След пенсионирането си Филков със семейството си се преселва в София, където умира в 1957 година.